# Marchegger Ostbahn
|  |  |  |

|  | Straight track |

|  | Station on track |

|  | Unknown BSicon "ABZgl" |

|  | Stop on track |

|  | Stop on track |

|  | Stop on track |

|  | Unknown BSicon "ABZgr" |

|  | Station on track |

|  | Stop on track |

|  | Station on track |

|  | Stop on track |

|  | Station on track |

|  | Stop on track |

|  | Unknown BSicon "ABZg+l" |

|  | Station on track |

|  | Unknown BSicon "hKRZWae" |

|  | Restricted border on track |

|  | Straight track |

|  |  |  |

|  | Straight track |

|  | Station on track |

|  | Unknown BSicon "ABZgl" |

|  | Stop on track |

|  | Stop on track |

|  | Stop on track |

|  | Unknown BSicon "ABZgr" |

|  | Station on track |

|  | Stop on track |

|  | Station on track |

|  | Stop on track |

|  | Station on track |

|  | Stop on track |

|  | Unknown BSicon "ABZg+l" |

|  | Station on track |

|  | Unknown BSicon "hKRZWae" |

|  | Restricted border on track |

|  | Straight track |

Marchegger Ostbahn är en 37 kilometer lång järnväg i det österrikiska förbundslandet Niederösterreich. Den går från Wien till den österrikiska-slovakiska gränsen vid Marchegg. Därifrån fortsätter banan till den slovakiska huvudstaden Bratislava. Banan som var enkelspårig och inte elektrifierad är under utbyggnad.

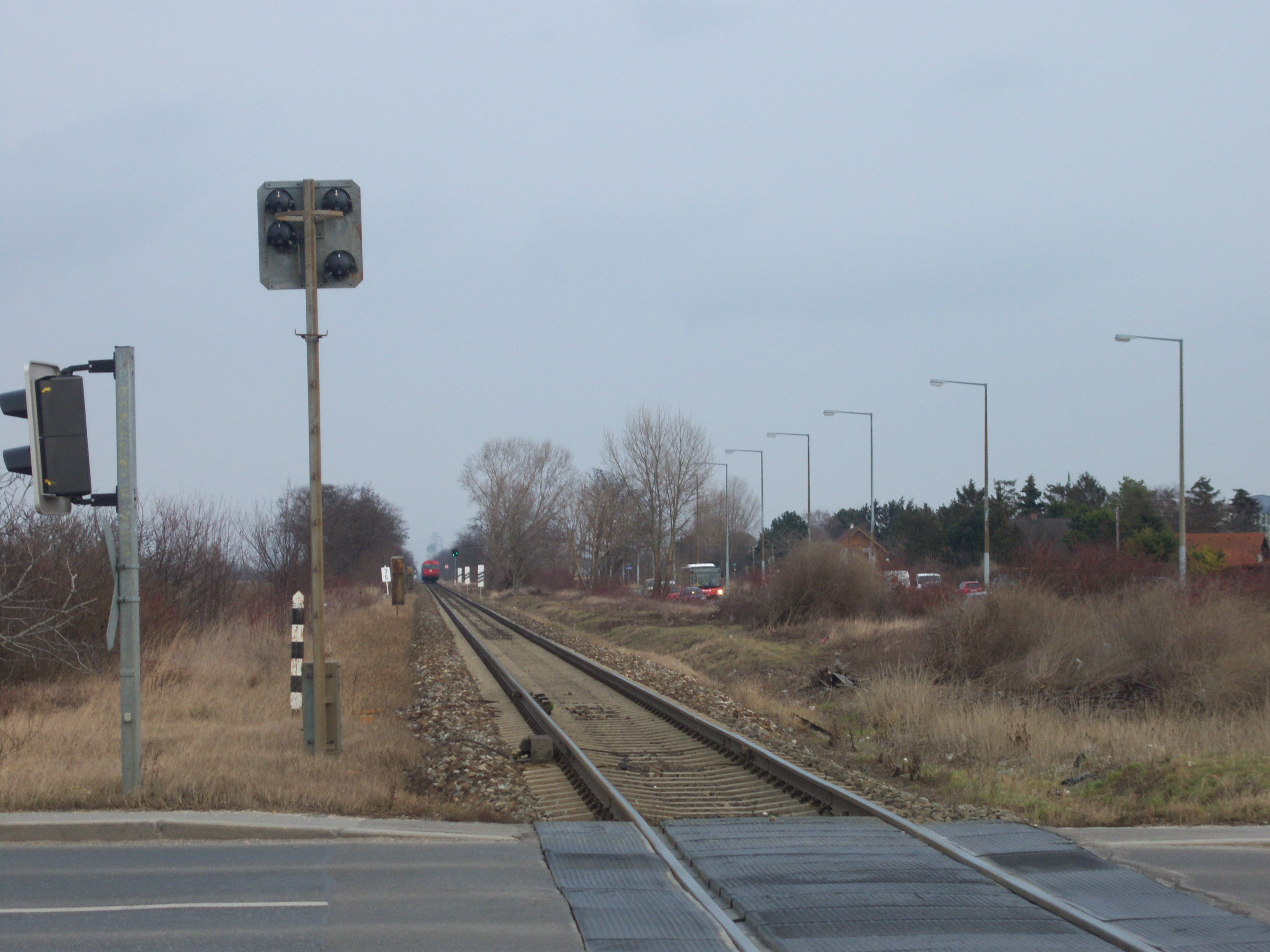
Nära Wien Hausfeldstrasse

Järnvägen mellan Wien och Marchegg byggdes under andra hälften av 1800-talet och öppnades 1870. Under lång tid var järnvägen huvudförbindelsen mellan Wien, Bratislava och Budapest som också trafikerades av Orientexpressen. 2014 bestämdes det att banan skulle byggas ut till dubbelspår och elektrifieras.  2016 påbörjades arbetet som ska avslutas 2023.
Banan trafikeras av tåg Wien-Bratislava en gång i timmen och av regionaltåg mot Marchegg.